# Jacques Loiseleux
Jacques Loiseleux est un directeur de la photographie et un réalisateur français né le 18 mars 1933 à Saint-Quentin (Aisne) et mort le 17 mars 2014 à Versailles.

## Biographie
Il commence sa carrière de directeur de la photographie au début des années 1960 sur des films de télévision, en particulier la série Thierry la Fronde. Il collabore ensuite, toujours comme chef-opérateur, avec des cinéastes comme Maurice Pialat, Jean-Luc Godard, Philippe Garrel, Yves Boisset ou Joris Ivens. Il est à l'origine, avec Pierre Lhomme, de grèves de tournage en mai 1968 ; après cette période, il s'associe aux actions de formation organisées par les groupes Medevkine.
Membre fondateur de l'Association française des directeurs de la photographie cinématographique, il participe à de nombreux ateliers de formation, s'attachant depuis des années à transmettre son art de la lumière, notamment, à la fin de sa vie, à l'école de cinéma de La Havane.
Jacques Loiseleux est le père de la monteuse Valérie Loiseleux.

## Citations
« Que ce soit à la prise de vues ou pour la projection d’un film, c’est la lumière qui donne à voir l’image. Sans lumière, pas d’image. Voilà pour l’aspect physique.
La lumière a une autre fonction :
Celle de donner du sens à l’image par la façon dont elle éclaire le sujet et par l’ambiance émotionnelle qu’elle crée, faisant apparaître les êtres et les objets sous leur aspect esthétique non seulement le plus favorable, mais aussi le plus cohérent pour un film donné. (...)
Cette maîtrise du lien subtil entre technique, science et art était déjà à l’œuvre dans la peinture. On pourrait considérer celle-ci comme une représentation de l’émotion produite par la lumière. »
Jacques Loiseleux, le chef opérateur, se souvient particulièrement du tournage de la scène du mariage : « On sentait qu’on avait piqué deux ou trois gestes, deux ou trois regards, deux ou trois paroles, que la plupart du temps je ne comprenais pas. Mais la script avait compris qu’il fallait m’expliquer un certain nombre de choses pour je les pique, qu’il se passait alors des choses. Et puis le regard des gens était si expressif, si juste... Dans ce cas-là, le tournage des scènes en longueur, des plans-séquences, est un avantage, avec des non-professionnels. Cela permet de les faire entrer dans un univers et puis, tout d’un coup, de les amener à oublier un peu la caméra ».
Ce “réalisme”, c’est aussi simplement le respect de la distance juste à l’égard des personnages : « Ma distance d’approche était toujours respectueuse de cette volonté, ils ne me sentaient pas. Je ne suis pas allé leur mettre la caméra au grand angle sous le nez, comme on fait beaucoup maintenant. Je me retrouvais toujours loin, avec ce que cela représente comme difficulté technique. » À propos du film Samia réalisé en 1999

## Filmographie

### Longs métrages
- 2007 : Suzanne de Viviane Candas
- 2006 :  El camino - réalisé par Ishtar Yasin
- 2002 : Les Baigneuses de Viviane Candas
- 2001 : Gaëtan et Rachel en toute innocence de Suzy Cohen
- 2000 : Jean Cayrol - réalisé par Jean-Luc Alpigiano et Jacques Loiseleux
- 1999 :
  - Samia - réalisé par Philippe Faucon
  - Berlin-cinéma - réalisé par Samira Gloor-Fadel
- 1998 : Mulher policia - réalisé par Joachim Sapinho- prix de la meilleure photographie, Festival International del Cine-Pobre, Gibara (Cuba)
- 1997 : Quatre garçons pleins d’avenir - réalisé par Jean-Paul Lilienfeld
- 1995 : Le Cœur fantôme (photo partagée avec Raoul Coutard) - réalisé par Philippe Garrel
- 1994 : Pullman paradis - réalisé par Michèle Rosier
- 1992 : Kabloonak - réalisé par Claude Massot- Prix de la meilleure contribution artistique, festival de Montréal
- 1991 :
  - Ma sœur, mon amour - réalisé par Suzy Cohen
  - L'Affaire Seznec - réalisé par Yves Boisset
- 1990 : Van Gogh - réalisé par Maurice Pialat
- 1989 : Les Baisers de secours - réalisé par Philippe Garrel
- 1988 :
  - Radio Corbeau - réalisé par Yves Boisset
  - Pleure pas my love - réalisé par Tony Gatlif
- 1987
  - Une histoire de vent - réalisé par Joris Ivens
  - Sous le soleil de Satan - réalisé par Maurice Pialat
- 1986 
  - Aria - réalisé par Jean-Luc Godard
  - Soigne ta droite - réalisé par Jean-Luc Godard
  - Mon beau-frère a tué ma sœur - réalisé par Jacques Rouffio
- 1985 : Police - réalisé par Maurice Pialat
- 1984
  - Le Meilleur de la vie - réalisé par Renaud Victor
  - La Stratégie du serpent - réalisé par Yves Boisset
- 1983 
  - Les Princes - réalisé par Tony Gatlif
  - A nos amours - réalisé par Maurice Pialat
- 1982
  - Frevel - réalisé par Peter Fleischmann
  - Délit de fuite - réalisé par Paul Seban
- 1981
  - Le Roi des cons - réalisé par Claude Confortes
  - Hommage à Rossellini - réalisé par Claude-Jean Philippe
  - Court circuits - réalisé par Patrick Grandperret
- 1980
  - Loulou - réalisé par Maurice Pialat
  - La Femme flic - réalisé par Yves Boisset
  - Les Turlupins - réalisé par Bernard Revon
- 1979 
  - L’ Amour en resquille - réalisé par Bernard Revon
  - L’ Age bête - réalisé par Jacques Ertaud
- 1978 : Un taxi mauve - réalisé par Yves Boisset
- 1977 : Le Juge Fayard dit : Le Shérif - réalisé par Yves Boisset
- 1976 : Un printemps en enfer - réalisé par Jørgen Leth
- 1975 : Dupont-Lajoie - réalisé par Yves Boisset
- 1974
  - La Course en tête - réalisé par Joël Santoni
  - Les deux mémoires - réalisé par Jorge Semprún
- 1973 : R.A.S. - réalisé par Yves Boisset
- 1972 : Touch Me Not - réalisé par Douglas Fethian
- 1971 : Faim 2000 de Robert Ménégoz

### Fictions TV
- 2000 : Passer - réalisé par Jean Cayrol
- 1997 : Les Fioretti de Pier Paolo Pasolini - réalisé par Alain Bergala
- 1993 : L'Affaire Seznec réalisé par Yves Boisset
- 1990 : Les Carnassiers - réalisé par Yves Boisset
- 1969 : Les Oiseaux rares - réalisé par Jean Dewever
- 1968 : Affaire vilain contre ministère public - réalisé par Robert Guez
- 1967 : La Vie commence à minuit - réalisé par Yvan Jouannet
- 1967 : Salle n° 8 - réalisé par Jean Dewever et Robert Guez
- 1966 : Une fille du régent - réalisé par Jean-Pierre Decourt
- 1966 : Rouletabille - réalisé par Yves Boisset et Jean-Claude Lagneau
- 1961 : Le Temps de copains - réalisé par Robert Guez

### Moyen métrage
- 1988 : Les Ministères de l’art - réalisé par Philippe Garrel

### Courts métrages
- 1991 : Le Cadre au cinéma (coréalisateur : Jacques Petat)
- 2005 : L’Enfant d’une nuit - produit et réalisé par Marc Desclozeaux
- 2003 : Baptiste - produit et réalisé par Marc Desclozeaux

## Publications
- Jacques Loiseleux,  La lumière en cinéma, Ed. Cahiers du cinéma, 02/07/2004
- Jacques Loiseleux, Abbas Kiarostami, Ed. Cahiers du cinéma, 21/09/2004